# 北村浩平
北村 浩平（きたむら こうへい、1983年12月24日 - ）は、日本中央競馬会 (JRA) 栗東トレーニングセンター・須貝尚介厩舎所属の元騎手・調教助手。

## 来歴

### デビュー前から騎手時代
小学校4年生の時に、祇園祭の稚児を務めた。2003年3月、栗東の田所秀孝厩舎所属騎手としてデビュー。主な同期に石橋脩・松岡正海・長谷川浩大・佐久間寛志などがいる。この年同期の中では3位となる22勝を挙げ、初年度より3年連続で2桁勝利をマーク。3年目の2005年にはエリモハリアーで函館記念を制覇し、重賞初勝利も達成した。その後は減量騎手の特典が無くなり騎乗数・勝利数共に減少。騎乗馬確保のため2007年より障害競走への騎乗も開始するも、平地・障害双方で目立つ実績は無く2010年12月20日を以って現役騎手を引退、引退2日前の小倉競馬第7レース（13着）が最終騎乗となった。
通算成績は1129戦59勝、重賞1勝。

### 調教助手時代
引退後は、引退時に所属していた須貝尚介厩舎の調教助手に転身。須貝とは騎手時代から須貝の父である須貝彦三を通じて接点があった。
調教助手としては皐月賞、菊花賞、天皇賞（春）などを制したゴールドシップや白毛馬初のG1馬であるソダシなどを担当。なかでもゴールドシップはデビュー前に函館競馬場で調教を行った際にロデオ状態で振り回されたり、初重賞制覇となった共同通信杯直前の追い切り後に振り落とされて肩を脱臼したこともあった。ゴールドシップの鞍上が内田博幸、横山典弘などたびたび入れ替わったのに対してデビューから引退まで一貫して調教を担当していたことから、競馬ラボでは「(ゴールドシップの)良し悪しを知り尽くしている」、サンケイスポーツでは「芦毛の怪物の背中を最も知る男」などと形容された。北村自身は現役騎手としてゴールドシップに乗れなかったことを悔いとして挙げており、もし乗ったら大逃げの戦法を打っていただろうとサンケイスポーツの取材に答えている。競馬ラボの取材では、騎手時代に函館記念を獲らせたエリモハリアーは牝馬のような馬で、そういう意味でもゴールドシップはそれとは対照的な乗り味であることを述べている。
須貝厩舎が送り出したG1馬の1頭であるジャスタウェイは本来の担当馬ではないが、2013年の毎日王冠に向けた調教で騎乗したことがある。

## 騎乗成績
|            | 日付           | 競馬場・開催  | 競走名         | 馬名               | 頭数 | 人気 | 着順 |
| ---------- | -------------- | ------------- | -------------- | ------------------ | ---- | ---- | ---- |
| 初騎乗     | 2003年3月2日   | 1回阪神2日1R  | 3歳未勝利      | フジヤマクローゼン | 16頭 | 12   | 13着 |
| 初勝利     | 2003年3月9日   | 1回中京2日9R  | 4歳上500万円下 | ファルコンシチー   | 16頭 | 4    | 1着  |
| 重賞初騎乗 | 2003年4月27日  | 1回福島8日11R | カブトヤマ記念 | イシヤクロマン     | 13頭 | 7    | 10着 |
| 重賞初勝利 | 2005年7月24日  | 2回函館4日9R  | 函館記念       | エリモハリアー     | 12頭 | 6    | 1着  |
| GI初騎乗   | 2005年10月16日 | 4回京都4日11R | 秋華賞         | トウカイルナ       | 18頭 | 18   | 9着  |

| 年度   | 平地競走 | 平地競走 | 平地競走 | 平地競走 | 平地競走 | 平地競走 | 平地競走 | 障害競走 | 障害競走 | 障害競走 | 障害競走 | 障害競走 | 障害競走 | 障害競走 |
| 年度   | 1着      | 2着      | 3着      | 騎乗数   | 勝率     | 連対率   | 複勝率   | 1着      | 2着      | 3着      | 騎乗数   | 勝率     | 連対率   | 複勝率   |
| ------ | -------- | -------- | -------- | -------- | -------- | -------- | -------- | -------- | -------- | -------- | -------- | -------- | -------- | -------- |
| 2003年 | 22       | 22       | 17       | 352      | .063     | .125     | .173     | -        | -        | -        | -        | -        | -        | -        |
| 2004年 | 15       | 9        | 14       | 208      | .072     | .115     | .183     | -        | -        | -        | -        | -        | -        | -        |
| 2005年 | 11       | 12       | 17       | 260      | .042     | .088     | .154     | -        | -        | -        | -        | -        | -        | -        |
| 2006年 | 4        | 4        | 3        | 123      | .033     | .065     | .089     | -        | -        | -        | -        | -        | -        | -        |
| 2007年 | 3        | 1        | 3        | 74       | .041     | .054     | .095     | 0        | 2        | 0        | 4        | .000     | .500     | .500     |
| 2008年 | 1        | 0        | 0        | 39       | .026     | .026     | .026     | 0        | 0        | 0        | 2        | .000     | .000     | .000     |
| 2009年 | 1        | 1        | 1        | 34       | .029     | .059     | .088     | 1        | 0        | 1        | 7        | .143     | .143     | .286     |
| 2010年 | 1        | 0        | 1        | 24       | .042     | .042     | .083     | 0        | 0        | 0        | 2        | .000     | .000     | .000     |
| 中央   | 58       | 49       | 56       | 1114     | .052     | .096     | .146     | 1        | 2        | 1        | 15       | .066     | .200     | .167     |
| 地方   | 2        | 1        | 2        | 21       | .095     | .143     | .238     | -        | -        | -        | -        | -        | -        | -        |

## 主な騎乗馬
- エリモハリアー（2005年函館記念）